# Éric Lombard

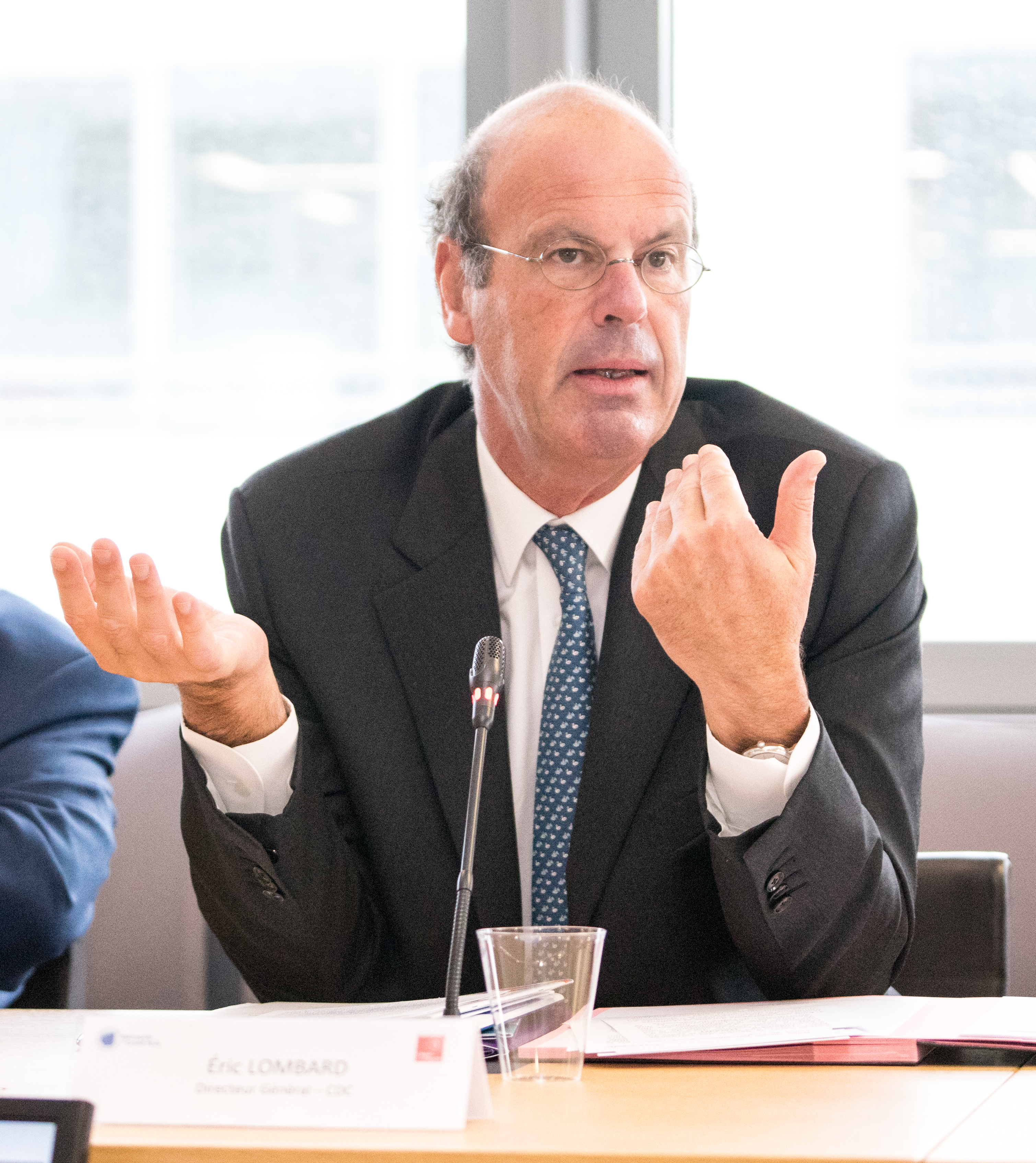
Éric Lombard (2018)

Éric Roger Pierre Lombard (* 16. Mai 1958 in Boulogne-Billancourt) ist ein französischer Geschäftsmann im Finanzsektor und Politiker, der im Kabinett Bayrou seit dem 23. Dezember 2024 Minister für Wirtschaft und Finanzen ist. Seine erste Hauptaufgabe war die Vorlage eines Haushalts für 2025. Der Haushaltsplan für 2025 passierte das Parlament im Februar mit einem Defizit von ca. 53 Mrd. €, das durch Einsparungen und Steuererhöhungen ausgeglichen werden soll. Dem steht allerdings die geplante Erhöhung der Militärausgaben entgegen. Für 2026 warnte er vor einem neuen Schuldenrekord, der die französische Souveränität gefährde. Frankreich müsse im Juli 2025 einen höheren Zinssatz auf Staatsschulden als Italien bezahlen, weil die Kreditwürdigkeit gesunken sei.

## Leben
Lombard ist Absolvent der École des hautes études commerciales de Paris (1981). Ab 1989 beriet er den französischen sozialistischen Politiker Louis Le Pensec und später Michel Sapin (PS) bis 1993. Darauf leitete Lombard den Versicherungszweig der BNP, begleitete deren Fusion mit der Paribas und leitete seit 2004 den französischen Zweig des italienischen Finanzkonzerns Generali. Von 2017 bis zur Ernennung als Minister 2024 diente er als CEO der Caisse des Dépôts et Consignations, einem staatlichen Finanzinstitut. Er gehörte der französischen ökonomischen Denkfabrik Les Gracques bis 2017 als Schatzmeister an, der auch Präsident Macron nahestand. Zur Präsidentschaftswahl 2007 veröffentlichte diese Gruppe ein Manifest für eine moderne Linke, das die damalige Kandidatin der PS Ségolène Royal als ultraliberal bezeichnete.
Lombard entging nur zufällig wegen einer Terminverschiebung dem Attentat am 11. September 2001 in New York.

### Familie
Lombard ist mit einer Künstlerin verheiratet und hat drei Kinder. Sein Großvater war der aus dem Elsass stammende Textilindustrielle Pierre Lévy (Besitzer von Devanlay, heute noch die Textilfirma Lacoste über die Maus Frères Holding), der mit seiner Gattin Denise in Troyes eine große Kunststiftung mit 4000 Objekten einrichtete, der der Enkel zeitweise von 2004 bis 2007 als Président-directeur général vorstand. Der Vater war Geschäftsmann im zu Delaunay gehörenden Einzelhandelskonzern Nouvelles Galeries und Ehemann von Pierres Tochter, der Graphologin Annie Lévy.

## Einzelbelege
1. ↑  Théo Bourgery-Gonse: Eric Lombard: Neuer Hoffnungsträger als französischer Wirtschafts- und Finanzminister. In: Euractiv. Abgerufen am 22. Februar 2025.
2. ↑  Eric Lombard, un banquier « de gauche » à l’économie. 24. Dezember 2024 (lemonde.fr [abgerufen am 26. Dezember 2024]).
3. ↑  French PM Bayrou survives budget fight but finds himself boxed in. 13. Februar 2025, abgerufen am 28. April 2025 (britisches Englisch).
4. ↑  French economy minister floats taxing the rich to fund military buildup. 4. März 2025, abgerufen am 28. April 2025 (britisches Englisch).
5. ↑  Frankreichs Schuldendienst. FAZ, Juli 2025, abgerufen am 7. Juli 2025.
6. ↑  https://www.focus.de/finanzen/boerse/frankreich-stuerzt-in-die-schuldenkrise-seit-gestern-zahlen-wir-mehr-zinsen-als-italien_6f584a22-0937-4e23-a683-31721190a587.html
7. ↑  Les Gracques - MANIFESTE POUR UNE GAUCHE MODERNE. 4. April 2008, abgerufen am 26. Dezember 2024.
8. ↑  «Une forme de miracle» : Éric Lombard, nouveau ministre de l’Économie... et rescapé du 11 septembre. 24. Dezember 2024, abgerufen am 26. Dezember 2024 (französisch).
9. ↑  Les 5 familles qui représentent la tradition à Troyes. 8. März 2011, abgerufen am 26. Dezember 2024 (französisch).
10. ↑  Le Figaro : Deuils - Annie LOMBARD-LÉVY. Abgerufen am 26. Dezember 2024.

| Personendaten    | Personendaten                                       |
| ---------------- | --------------------------------------------------- |
| NAME             | Lombard, Éric                                       |
| ALTERNATIVNAMEN  | Lombard, Éric Roger Pierre (vollständiger Name)     |
| KURZBESCHREIBUNG | französischer Geschäftsmann und Wirtschaftsminister |
| GEBURTSDATUM     | 16. Mai 1958                                        |
| GEBURTSORT       | Boulogne-Billancourt                                |